# Manhattan (film)
A Manhattan 1979-ben bemutatott amerikai romantikus vígjáték Woody Allen rendezésében, amelyet Marshall Brickmannal írt saját forgatókönyvéből, Charles H. Joffe volt a producere. Allen kétszer elvált 42 éves vígjátékírót alakít, aki egy 17 éves lánnyal jár (Mariel Hemingway), majd beleszeret legjobb barátja szeretőjébe (Diane Keaton). A további főszerepeket Michael Murphy, Meryl Streep és Anne Byrne játsszák.
A Manhattan fekete-fehérben készült 2,35:1-es képarányú, szélesvásznú formátumban, Woody Allen első szélesvásznú filmje. A fekete-fehér formátumot azért választották, hogy New York „jól nézzen ki” benne. A filmben George Gershwin muzsikája fontos szerepet kap, ezen belül a talán leghíresebb darabja a Rhapsody in Blue, amely a film hangulatát inspirálta. Allen ezt a művét két korábbi filmje, az Annie Hall és a Belső terek kombinációjának nevezte.
A filmet a kritikusok nagyon jól fogadták és két Oscar-díjra is jelölték: a legjobb női mellékszereplő kategóriában Hemingwaynek és a legjobb forgatókönyv kategóriában Allennek, de mindkettőben más nyert. Észak-amerikai 39 946 780 dolláros összbevételével a rendező életművének harmadik legjobbja, ha az inflációt nem vesszük figyelembe. Sokszor nevezik Woody Allen legjobb filmjének, az Amerikai Filmintézet „100 év 100 legjobb vígjátéka” listáján a 46. és az USA-beli Bravo TV „A 100 legszórakoztatóbb mozi” listáján a 63. helyet foglalja el. 2001-ben az amerikai Kongresszusi Könyvtár a filmet „kulturálisan jelentős”-nek minősítette és megőrzésre beválogatta a Nemzeti Filmregiszterbe.

## Cselekmény
A film Manhattan képével nyit, közben George Gershwin Rhapsody in Blue-ja szól. Bemutatkozik Isaac Davis (Woody Allen), aki könyvet ír a New York iránti szerelméről. Kétszer elvált, 42 éves, vígjátékokat ír a televíziónak, amelyben az életében megfordult nőkkel foglalkozik, de most otthagyja munkáját, mert az nem elégíti ki. A barátnője Tracy (Mariel Hemingway), 17 éves lány, aki a Dalton Schoolba jár. Legjobb barátja Yale Pollack (Michael Murphy), akinek a felesége Emily (Anne Byrne), és akinek viszonya van Mary Wilkie-vel (Diane Keaton). Mary volt férje, a korábbi tanár, Jeremiah (Wallace Shawn) szintén megjelenik. Isaac volt felesége Jill Davis (Meryl Streep) éppen önéletrajzi regényét írja a házasságukról. Jill azóta nyilvánosan beismerte, hogy leszbikus és barátnőjével, Connie-val (Karen Ludwig) él.
Mikor Isaac megismerkedik Maryvel, kezdetben irritálja a nő kulturális sznobsága. Egy jogegyenlőségi adománygyűjtő rendezvényen találkoznak újra a Modern Művészetek Múzeumában és taxival hazakíséri. Napfelkeltéig beszélgetnek, ami a Queensboro-híd filmtörténeti jelentőségű látképével zárul. Annak ellenére, hogy egyre jobban vonzódik Maryhez, Isaac folytatja viszonyát Tracyvel, de mindig hangsúlyozza, hogy a kapcsolatuk nem lehet komoly és bátorítja a lányt, hogy menjen Londonba, hogy ott tanulja a színészetet. Egy másik jól ismert jelenetben Tracy kérésére lovaskocsival mennek keresztül a Central Parkon.
Miután Yale szakít Maryvel, azt ajánlja Isaacnak, hogy hívja randevúra a nőt. Isaac meg is teszi, mivel mindig is érezte, hogy Tracy túl fiatal hozzá. Isaac szakít Tracyvel, aki nagyon megbántódik, és nem sokkal ezután Mary beköltözik Isaac lakásába. Emily kíváncsi Isaac új barátnőjére és a két pár néhány találkozása után – az egyik során Emily Jill új könyvéből olvas fel részeket, amely az ő és Isaac házasságát taglalja – Yale otthagyja Emilyt, hogy folytassa viszonyát Maryvel. Az elárult Isaac felelősségre vonja Yale-t az egyetemen, ahol tanít, de Yale úgy érvel, hogy ő találkozott először Maryvel. Isaac erre Yale házasságon kívüli kapcsolatát emlegeti Emilyvel, de ő úgy tudja, hogy Isaac mutatta be Maryt Yale-nek. A végkifejletben Isaac fekszik a kanapéján és egy magnószalagra mereng arról, hogy mik azok a dolgok, „amikért érdemes élni”, a felsorolásban utoljára Tracy arcát említi, majd kikapcsolja a mikrofont.
Elmegy otthonról és gyalog elindul Tracyhez. Éppen akkor érkezik a lány családjának lakásához, amikor az Londonba indul. Elmondja neki, hogy mégsem szeretné, ha elmenne és nem szeretné ha megváltozna "az a dolog, amit szeret benne". Tracy erre azt válaszolja, hogy már megvannak a tervei és biztosítja Isaacet, hogy "Nem mindenki romlik el", majd így szól: "Kicsit jobban is bízhatnál az emberekben." Isaac szomorkásan rámosolyog a lányra, majd a kép átvált a város körvonalaira, miközben újra a Rhapsody in Blue néhány taktusa hangzik fel. A filmet záró feliratok alatt az ismert Gershwin-dal, az "Embraceable You" szól.

## Szereplők
| Szerep                | Színész            | Magyar hang (1. változat, 1981) | Magyar hang (2. változat) |
| --------------------- | ------------------ | ------------------------------- | ------------------------- |
| Isaac                 | Woody Allen        | Kern András                     | Kern András               |
| Mary                  | Diane Keaton       | Bánsági Ildikó                  | Spilák Klára              |
| Yale                  | Michael Murphy     | Perlaki István                  | Haás Vander Péter         |
| Tracy                 | Mariel Hemingway   | Balogh Erika                    | Murányi Tünde             |
| Jill                  | Meryl Streep       | Bencze Ilona                    | Kiss Eszter               |
| Emily                 | Anne Byrne Hoffman | Szegedi Erika                   | Antal Olga                |
| Connie                | Karen Ludwig       | Földessy Margit                 | Makay Andrea              |
| Dennis                | Michael O'Donoghue | Balázsi Gyula                   | Németh Gábor              |
| Partivendég           | Victor Truro       | Izsóf Vilmos                    | Zámbori Soma              |
| Partivendég           | Tisa Farrow        | Farkas Zsuzsa                   | Zsigmond Tamara           |
| Partivendég           | Helen Hanft        |                                 |                           |
| Parti megnyitója      | Bella Abzug        | Győri Ilona                     | Némedi Mari               |
| TV-s rendező          | Gary Weis          | Várkonyi András                 | Németh Gábor              |
| TV-s producer         | Kenny Vance        | Orosz István                    | Szokol Péter              |
| TV-színész            | Charles Levin      | Balázsi Gyula                   |                           |
| TV-színész            | Karen Allen        |                                 |                           |
| TV-színész            | David Rasche       | Nagy Gábor                      | Dimulász Miklós           |
| Ike fia               | Damion Scheller    | Székely Dávid                   |                           |
| Jeremiah              | Wallace Shawn      | Harkányi Endre                  | Seszták Szabolcs          |
| Shakespeare-színész   | Mark Linn-Baker    |                                 |                           |
| Shakespeare-színésznő | Frances Conroy     |                                 |                           |
| Porsche-tulajdonos    | Bill Anthony       |                                 |                           |
| Porsche-tulajdonos    | John Doumanian     |                                 |                           |
| Pincér a pizzériában  | Raymond Serra      | Varga T. József                 |                           |

## Produkció

### Kidolgozás
Woody Allen elmondása szerint a Manhattan ötletét a George Gershwin muzsikája iránti lelkesedése ihlette. Egyszer hallgatta a szerző nyitányait és eszébe jutott: "milyen szép is lenne ... egy mozifilm fekete-fehérben... egy romantikus film ". Allen elmondta, hogy a Manhattan "egyfajta keveréke volt annak, amit megpróbáltam elérni az Annie Hall-lal és a Belső terekkel". Hozzátette, hogy a film azzal a problémával foglalkozik, hogy az emberek megpróbálnak a mai szeméttel elárasztott kultúrában tisztességes életet élni anélkül, hogy eladnák magukat, beismerve, hogy ő maga el tudná képzelni, hogy mindenét egy jótékonysági szervezetnek adományozza és sokkal szerényebb körülmények között éljen", majd így folytatta: "Eddig mindig találtam kifogást, hogy miért nem teszem meg, de el tudom képzelni, hogy megteszem ".
Stacey Nelkin színésznő szerint Woody Allen a Manhattant az ő kettejük viszonya alapján írta. Az Annie Hall-ban játszott mellékszerepét követően a vágószoba padlóján kötöttek ki és a viszonyuk – amelyet Allen nyilvánosan soha nem ismert el – akkor kezdődött, amikor még csak 17 éves volt és a New York-i Stuyvesant gimnáziumba járt.

### Forgatás
Allen beszélt Gordon Willis operatőrrel arról, hogy milyen jó lenne forgatni egy fekete-fehér filmet, mivel az „nagyon jól mutatná New Yorkot, ami tulajdonképpen a film egyik szereplője”. Allen azért döntött úgy, hogy fekete-fehérben forgat, „mert így emlékszem vissza a gyermekkorom városára. Lehet, hogy a régi fényképek, filmek, könyvek és ilyesmik miatt. De én így emlékszem New Yorkra. És mindig Gershwin zenéjét hallom közben. A Manhattanben úgy érzem, hogy sikerült nekünk – azaz nekem és Gordon Willis operatőrnek – bemutatni a várost. Amikor a nagy mozivásznon látjuk, tényleg dekadensnek tűnik”. A filmet nagyrészt külső helyszíneken forgatták, kivéve egyes jeleneteket a planetáriumban, amelyeket díszletek között vettek fel.
A híres kép a hídról délután 5 órakor készült. A produkciónak oda kellett vinnie egy padot, mert a valóságban nincsenek köztéri padok ezen a helyen. (A híd képe a Google Street View-ban, ugyanarról a helyről) A hídon két lámpasor volt nyakláncszerűen, amelyet a város vezérelt időkapcsolóval. Willis megállapodott a várossal, hogy égve hagyják a lámpákat és szól nekik, ha elkészült a felvétel. Azután már kikapcsolhatták őket. Amikor elkezdték forgatni a jelenetet, az egyik lámpasor elaludt és Allen kénytelen volt ezt a felvételt használni.
A film elkészülte után Woody Allen nagyon elégedetlen volt vele, és arra kérte a United Artistst, hogy ne adják ki. Felajánlotta, hogy ingyen csinál egy másik filmet helyette. Később ezt mondta: „Arra gondoltam: »Életemnek ebben a szakaszában, ha ez a legjobb, amire képes vagyok, nem szabadna pénzt adniuk nekem, hogy filmet csináljak«”.

### Filmzene
A filmzene összes számát George Gershwin szerezte. A számokat a New York-i Filharmonikusok játszották Zubin Mehta vezényletével, illetve a Buffalói Filharmonikus Zenekar Michael Tilson Thomas vezényletével.
- New York-i Filharmonikusok
  - Rhapsody in Blue
  - "Love is Sweeping the Country"
  - "Land of the Gay Caballero"
  - "Sweet and Low Down"
  - "I've Got a Crush on You"
  - "Do-Do-Do"
  - "'S Wonderful"
  - "Oh, Lady Be Good!"
  - "Strike Up the Band"
  - "Embraceable You"
- Buffalói Filharmonikusok
  - "Someone to Watch Over Me"
  - "He Loves and She Loves"
  - "But Not for Me"

Mozart 40. szimfóniájának 1. tétele hallható az egyik koncertjelenet alatt.

## Fogadtatás

### Bevételek
A Manhattan 29 amerikai moziban mutatkozott be 1979. április 25-én. (Magyarországi bemutatója 1981. november 19-én volt.) Az első héten 485 734 $ (mozinként 16.749 $) bevételt hozott, és a forgalmazás teljes ideje alatt összesen 39,9 millió dollárt, ezzel a film 1979-ben a 17. legnagyobb bevételt produkálta. A filmet versenyen kívül bemutatták az 1979-es cannes-i filmfesztiválon májusban. Az inflációval kiigazítva összesen 127.638.700 dollárt hozott, amivel ez Allen második legnagyobb bevételt hozó filmje, természetesen az Annie Hall után.

### Kritikai fogadtatás
A film többnyire pozitív kritikákat kapott és jelenleg 98%-on áll a Rotten Tomatoes weboldalon. Gary Arnold, a The Washington Posttól ezt írta: „A Manhattan egységesen komikus, részben azért mert Allen a saját provincializmusán gúnyolódik. Nem tesz gúnyos szemrehányásokat a Hollywoodra jellemző hamisságra és megalkuvásra. Az eredmény ezért sokkal autentikusabb és nagylelkűbb humoros ábrázolása az emberi hiúságnak és meggondolatlanságnak.” A Newsweek magazinnak írt kritikában Jack Kroll ezt írta: „Öröm nézni, ahogy Allen a filmkészítés minden területén egyre jobb lesz. Szereplői kitűnő teljesítményt nyújtanak. A filmjeinek egyre növekvő vizuális szépsége része a szereplők bájának és kedvességének, Allen vágyakozó romanticizmusa és az üres és szentimentális iránti éles szeme közötti egyensúlynak”. A Chicago Sun-Timesnak írt kritikájában Roger Ebert ezt írja: „Diane Keaton frissen és jól kidolgozottan alakítja a New York-i értelmiségit. Mariel Hemingway is megérdemel valamilyen különdíjat, mert bizonyos szempontból övé a film legnehezebb szerepe.” Ebert felvette a filmet a saját kedvenc filmjei listájára.
Alexander Walker, a londoni Evening Standard kritikusa ezt írta: „Annyira pontosan kidolgozott a szöveg, annyira kifinomult a barátok, szeretők, házasságtörők és a megcsaltak viselkedése, akik folyamatosan szétválnak majd újraegyesülnek, mint az instabil molekulák”. Nemrégiben J. Hoberman a The Village Voiceban így írt: „Az a New York City, amelyet Woody annyira kitartóan véd az Annie Hallban, válságban volt. Ezért ő egy javított változatot képzelt el magának. Ráadásul ezt a csillogó várost olyan formában ábrázolja ezekben a filmekben, mint ahogy azt gyermekként láthatta Coney Islanden — felszabadítva azokat a képeket, amelyeket úgy érzékelt, hogy az ezüst filmvászonba vannak bezárva.”

### Elismerések
A New York-i Filmkritikusok Egyesülete Woody Allent választotta a legjobb rendezőnek a Manhattanért. A Filmkritikusok Nemzeti Társasága szintén Allent jelölte a legjobb rendezőnek, megosztva Robert Bentonnal, aki a Kramer kontra Kramert rendezte. A filmet két kategóriában is jelölték Oscar-díjra: a a legjobb női mellékszereplő kategóriában Hemingwaynek és a legjobb forgatókönyv kategóriában Allennek. Ezenkívül 1980-ban elnyerte a legjobb filmnek járó BAFTA-díjat is. Az Empire film magazin által meghirdetett közönségszavazáson a Manhattan minden idők 500 legjobb filmje között a 76. lett.
A film az Amerikai Filmintézet „100 év 100 legjobb vígjátéka" listáján a 46. és az USA-beli Bravo TV „A 100 legszórakoztatóbb mozi” listáján a 63. helyet foglalja el. 2001-ben az amerikai Kongresszusi Könyvtár a filmet "kulturálisan jelentős"-nek minősítette és megőrzésre beválogatta a Nemzeti Filmregiszterbe. Ezenkívül a 4. a Rotten Tomatoes „25 legjobb romantikus vígjáték” listáján és az IMDB Top 250-es listáján a 243.
Az Amerikai Filmintézet elismerése
- Minden idők 100 legjobb amerikai filmje – Jelölték

## Házimozi-kiadások
Allen meg akarta őrizni Willis vizuális kompozícióit, és ragaszkodott hozzá, hogy a képarányt tartsák meg a film videóváltozatában is (ami szokatlan kérés volt abban az időben, amikor a szélesvásznú filmeket rendszerint átalakították a TV-adáshoz vagy a videókiadáshoz). Ennek következtében a film összes videóváltozatában (és a legtöbb televíziós közvetítés során) úgynevezett postaláda-effektust alkalmaztak, eredetileg szürke kerettel.
A Manhattan első Blu-ray kiadása on 2012. január 24-én jelent meg, Allen másik nagy sikerfilmjével az 1977-es Annie Hall-lal együtt. Mindkét kiadás tartalmazza a filmek eredeti mozielőzetesét.

## Fordítás
- Ez a szócikk részben vagy egészben  a   Manhattan (film) című angol Wikipédia-szócikk ezen változatának fordításán alapul.  Az eredeti cikk szerkesztőit annak laptörténete sorolja fel. Ez a jelzés csupán a megfogalmazás eredetét és a szerzői jogokat jelzi, nem szolgál a cikkben szereplő információk forrásmegjelöléseként.